# Upland South

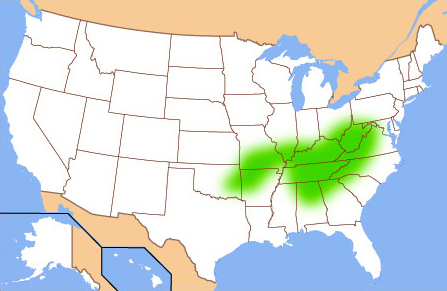
Upland South

Die Namen Upland South (deutsch etwa: „Südliches Hochland“) und Upper South (deutsch: „Oberer Süden“) bezeichnen den nördlichen Teil der Südstaaten der Vereinigten Staaten, wobei diese beiden Begriffe teils synonym, teils jedoch auch mit abweichenden Bedeutungsnuancen verwendet werden:
Unter dem Namen Upland South wird meist das Bergland der südlichen Appalachen, der Ozarks und der Ouachita Mountains samt den dazwischen liegenden Plateaus, Hügel und Becken verstanden; auch das Piedmont wird häufig Upland South zugerechnet.
Der Ausdruck Upper South bezeichnet dagegen meist eine Anzahl amerikanischer Bundesstaaten, wobei die genaue Definition sich im Laufe der amerikanischen Geschichte jedoch gewandelt hat. In der ersten Hälfte des 19. Jahrhunderts bezeichnete er die Sklavereistaaten nördlich des Lower South – Virginia, North Carolina, Kentucky, Tennessee, Missouri, Maryland und Delaware. Während des Sezessionskrieges dagegen verstand man unter Upper South vor allem jene konföderierten Staaten, die aus der Union erst nach dem Angriff auf Fort Sumter austraten. Nach dieser Definition, die noch heute gebräuchlich ist, umfasst der Upper South Virginia, North Carolina, Tennessee und Arkansas, nicht jedoch Kentucky, Missouri, West Virginia, Maryland und Delaware. Demgegenüber bezeichnet man als Deep South die Bundesstaaten South Carolina, Georgia, Florida, Alabama, Mississippi und Louisiana.